# Palmaria palmata
Palmaria palmata là một loài thực vật. Loài này mọc ở trên bờ biển phía bắc của Đại Tây Dương và Thái Bình Dương. Đây là loài được sử dụng làm thực phẩm. Tại Iceland, nơi nó được gọi là Sol, nó đã là một nguồn quan trọng của chất xơ trong suốt thế kỷ.
Loài thực vật này là một nguồn cung cấp tốt các khoáng chất và vitamin so với các loại rau khác, có chứa tất cả các nguyên tố vi lượng cần thiết cho con người, và có một hàm lượng protein cao.
Nó thường được tìm thấy từ tháng sáu-tháng chín và có thể được thu hoạch bằng tay khi thủy triều xuống. Nó cũng được sử dụng làm thức ăn cho động vật ở một số nước.
Thực phẩm này thường được sử dụng ở Ai Len, Iceland, Canada Đại Tây Dương và vùng Đông Bắc Hoa Kỳ nơi nó được sử dụng làm thực phẩm và thuốc. Nó có thể được tìm thấy trong nhiều cửa hàng thực phẩm y tế hoặc thị trường cá và có thể được đặt hàng trực tiếp từ nhà phân phối địa phương.